# Кайден Кросс
Кайден Кросс (англ. Kayden Kross, род. 15 сентября 1985 года) — американская порноактриса, а также модель, выступающая под псевдонимом Дженна Николь (англ. Jenna Nikol). В 2010 году Кросс была ведущей AVN Awards вместе с Кирстен Прайс и комедиантом Дэйвом Ателлой. В том же году получила множество наград, включая Pichunter Babe Of The Month за сентябрь 2010 года и TLA Raw Best Body Overall 2010. В 2011 году была названа каналом CNBC одной из 12 наиболее популярных порнозвёзд. В 2019 году была включена в зал славы AVN, а в 2022 году в зал славы XRCO.

## Биография

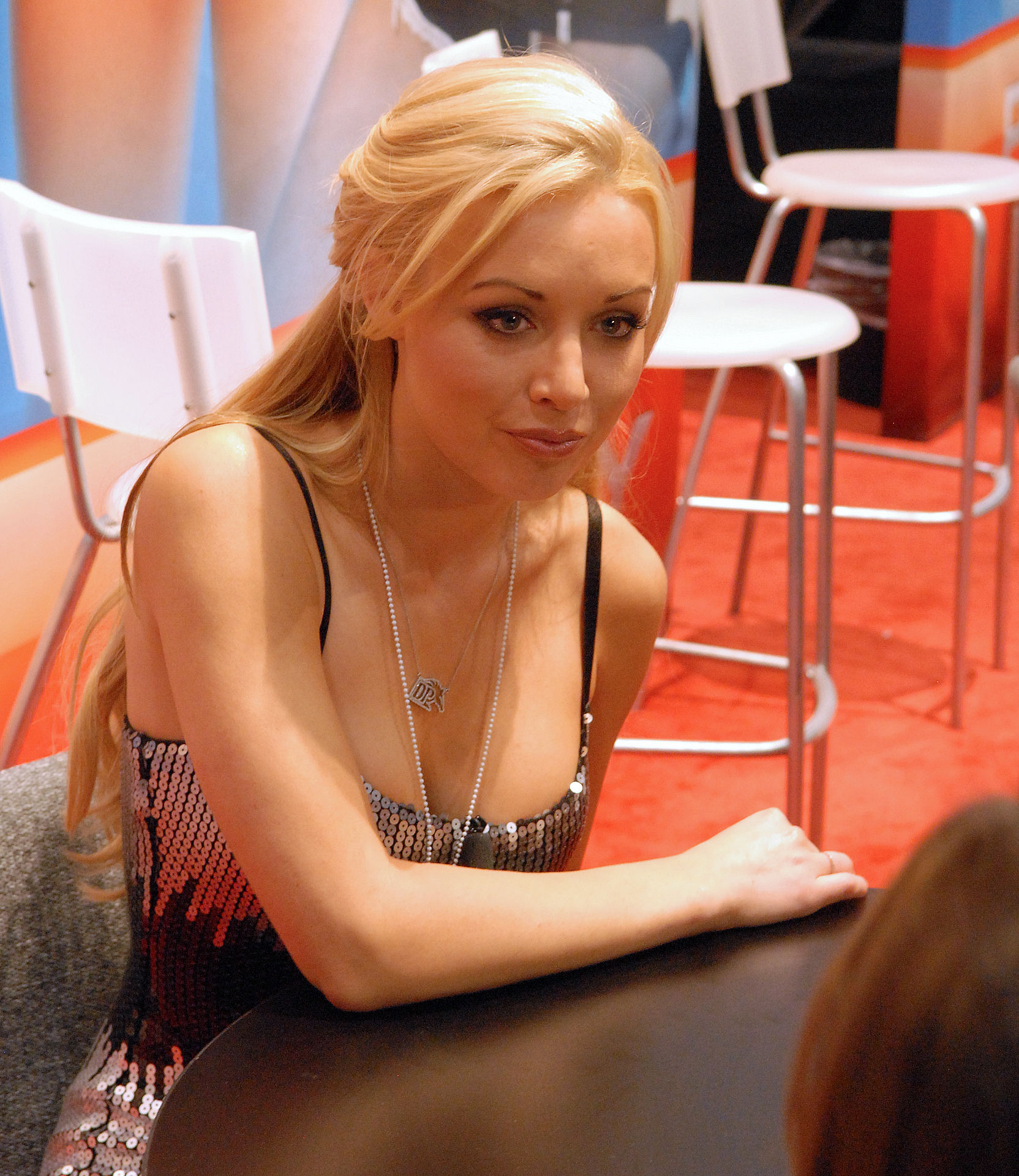
Кайден на Adult Entertainment Expo 2010

В 18 лет Кайден устроилась официанткой в стриптиз-клубе в калифорнийском городке Ранчо-Кордова, а месяц спустя уже начала подрабатывать танцуя стриптиз. Первоначальной целью девушки было заработать деньги, чтобы спасти пони, которого планировали отправить на бойню. Однако ей понравилось выступать на сцене и она и дальше продолжила танцевать.
Несколько позже она подписала контракт модели и начала сниматься обнажённой для журналов. В 2006 году Hustler поместил её фото на обложку апрельского номера американского издания журнала.
В ноябре 2006 года Кайден подписала эксклюзивный контракт с Vivid Entertainment. Вскоре вышел дебютный фильм с Кайден Кросс в главной роли — Kayden’s First Time, а также Be Here Now. Однако в 2007 году актриса отказалась продлевать контракт с Vivid Entertainment и через месяц заключила эксклюзивный контракт с компанией Adam and Eve. В 2009 году на этой студии вышел порноблокбастер The 8th Day с участием Кайден Кросс.
2 сентября 2008 начал работу её собственный сайт ClubKayden.com. В сентябре 2008 года Кайден была выбрана «киской месяца» журнала Penthouse.
1 января 2010 года актриса подписала многолетний контракт со студией Digital Playground. Её первый фильм с этой компанией, The Smiths, сразу же стал бестселлером, и уже на третьем месяце контракта она получила роль в высокобюджетном фильме Body Heat. Кайден получила две премии Best Actress Awards за эту роль. В 2011 году CNBC включил её в рейтинг 12 самых популярных звёзд в порно.
На 2018 год снялась в 200 порнофильмах и срежиссировала 45 порнолент.
В 2015 году провела вторую операцию по увеличению груди до четвёртого размера.
В 2015 году снялась для обложки альбома Skeletons группы Danzig.

## Личная жизнь
Кайден Кросс с 2012 года замужем за известным французским порноактёром Мануэлем Феррарой, с которым познакомилась в 2007 году. После начала отношений Кайден стала сниматься только в лесби-порно или вдвоём с Мануэлем. В январе 2014 года Кайден родила дочь от Мануэля.

## Премии и номинации
- 2007 Twistys Treat of the Month: Miss November 2007
- 2007 Adultcon Top 20 Adult Actresses[7]
- 2008 F.A.M.E. Awards — Hottest Body
- 2008 Penthouse Pet of the Month: September 2008
- 2008 F.A.M.E. Awards — for Favorite Rookie Starlet
- 2009 номинация на AVN Award — Female Performer of the Year
- 2009 номинация на AVN Award — Best Couples Sex Scene — Roller Dollz
- 2009 номинация на AVN Awards — Best All-Girl Couples Sex Scene — Roller Dollz
- 2009 номинация на AVN Awards — Best All-Girl Group Sex Scene — Bree’s Slumber Party
- 2009 Hot d'Or — Best American Starlet[8]
- 2010 Venus Awards — Best Actress International[9]
- 2010 Erotixxx Award — Best US Actress
- 2010 Nightmoves Awards — Best Female Performer: Fan’s Choice[10]
- 2010 TLA Raw Awesome Asset Awards — Best Body Overall[11]
- 2010 номинация на AVN Award — Best All-Girl Three-Way Sex Scene — Swing Time (вместе с Холли Уэст и Кэгней Линн Картер)
- 2010 номинация на AVN Award — Best New Web Starlet
- 2010 номинация на AVN Award — Best Actress — The 8th Day
- 2010 номинация на AVN Award — Female Performer of the Year
- 2010 номинация на AVN Award — Best Three-way Sex Scene — The 8th Day
- 2010 номинация на AVN Award — Best Couples Sex Scene — Kayden’s Frisky Business
- 2011 AVN Award — Best All-Girl Group Sex Scene — Body Heat[12]
- 2011 AVN Award (The Fan Awards) — Wildest Sex Scene — Body Heat[12]
- 2011 XBIZ Award — Acting Performance of the Year, Female — Body Heat[13]
- 2012 XBIZ Award номинация — Female Performer of the Year[14]
- 2012 XBIZ Award номинация — Crossover Star of the Year[14]
- 2013 XBIZ Award — Best Scene (All-Girl) — Mothers & Daughters[15]

## Фильмография
- 2006 — Girls Gone Wild: Best of Blondes / Девочки дичают: Лучшие блондинки
- 2006 — Bad Pussycats Tell All
- 2006 — Naked College Slumber Party
- 2007 — Hard Time / Трудное время
- 2007 — Be Here Now / Здесь и сейчас
- 2007 — Meet Kayden / Встречайте Кейдэн
- 2007 — Love Life / Любовь в жизни
- 2007 — Kayden's First Time / В первый раз Kayden's
- 2008 — Deeper 9 / Глубже 9
- 2008 — Roller Dollz / Куклы на роликах
- 2008 — The Surrender Of O / Капитуляция О
- 2008 — Scenes From A Cell / Сценки из Зоны
- 2008 — Kayden's Krossfire / Kayden в перекресном огне
- 2008 — The Adventures In Babysitting / Приключения няни
- 2008 — Kayden Exposed / Обнажённая Кейден
- 2008 — Busting the Babysitter / Разврощение приходящей Няни
- 2008 — Brees Slumber Party / Вечеринка Bree Olson
- 2008 — Double Krossed / Дважды переКрошеный
- 2008 — Bree and Kayden / Брии и Кейден
- 2008 — Soloerotica 10 / Солоэротика 10
- 2008 — Screen Dreams 3 / Мечты Экрана 3
- 2008 — Stalker / Сталкер
- 2008 — California Dreams
- 2008 — Resort Tales
- 2008 — Star 69: Threesomes
- 2008 — Star 69: Strap-Ons
- 2008 — Star 69: All Girl
- 2008 — Star 69: All Anal
- 2009 — The 8th Day / 8-й день
- 2009 — Rawhide II: Dirty Deeds / Плеть 2: Грязные Дела
- 2009 — Flight Attendants / Стюардессы
- 2009 — Kayden and Rocco Make A Porno / Kayden и Рокко снимают порно
- 2009 — Everybody Loves Bree / Все любят Bree Olson
- 2009 — Swing Time / Время свинга
- 2009 — Headmaster 3 / Директор 3
- 2009 — Kayden's Frisky Business / Игривый Бизнес Kayden
- 2009 — Nina Hartley's Guide To Simultaneous Orgasms / Nina Hartley Справочник по одновременным оргазмам
- 2009 — XXX Top Models / Топовые ХХХ модели
- 2009 — Krossing The Bar / Krossing Бар
- 2009 — Peach All-Stars: Volume 2
- 2009 — Girls Of Peach, The: Volume 2
- 2009 — AVN Awards 2009
- 2009 — Kayden Kross Pantyhose Jerk Off
- 2009 — The Girls Of Adam And Eve
- 2009 — Nick & Ninn: Then and Now
- 2009 — Heaven and Hell
- 2009 — Girlfriends with Benefits
- 2009 — Group Sex 7
- 2009 — Star 69: All Teens
- 2009 — Star 69: Outdoor Escapades
- 2009 — Juice Boxes
- 2010 — Body Heat / Тепло Тела
- 2010 — Family Matters / Семейные Дела
- 2010 — Girl Talk / Между Нами, Девочками
- 2010 — My Boss' Daughter / Дочка Моего Босса
- 2010 — The Smiths / Смиты
- 2010 — Love And Marriage / Любовь и Свадьба
- 2010 — Kayden Unbound / Неуправляемая Кэйден
- 2010 — The Perfect Secretary # 2: Training Day / Прекрасный Секретарь - 2: Тренировочный День
- 2010 — Kiss Me Deadly / Смертельный Поцелуй
- 2010 — Cheerleaders Academy / Академия Болельщиц
- 2010 — Kayden's College Tails / Хвостики Кайдэн в Колледже
- 2010 — Tyler's Wood / Тайлерс Вуд
- 2010 — The Warden's Daughter / Дочь начальника тюрьмы
- 2010 — Krossing The Bar / Krossing Бар
- 2010 — 69 Scenes: Phenomenal Facials
- 2010 — 69 Scenes: Big Tit Anal Queens
- 2010 — 69 Scenes: Big Cocks In Tight Asses
- 2010 — Intimate Touch 3
- 2010 — Top 40 Adult Stars Collection Vol. 4
- 2010 — Passion Play
- 2010 — Everybody Loves Kayden
- 2010 — Barnyard Babes 2
- 2010 — Sex Frenzy
- 2010 — For Lovers Only
- 2011 — Top Guns / Высшее Оружие
- 2011 — Alexis Ford Exclusive 5-Pack
- 2011 — Jack's POV 18 / Точка Зрения Джека 18
- 2011 — Adam & Eve's Legendary Couples
- 2011 — Adam & Eve's 40th Anniversary Collection